# Hydrostatische Indifferenzebene
Der Begriff Hydrostatische Indifferenzebene wird in der Physiologie des Menschen verwendet. Er bezeichnet die Stelle im menschlichen Körper, an der der Blutdruck sowohl im Stehen wie auch im Liegen identisch ist. 
Im Liegen ist der Blutdruck in allen Arterien etwa gleich hoch. Dasselbe gilt auch für die Venen des Körpers. Richtet sich der Mensch auf, so steigt der Blutdruck in der unteren Körperhälfte durch das Gewicht des Blutes an, in der oberen Körperhälfte dagegen sinkt der Blutdruck ab. In der hydrostatischen Indifferenzebene, ca. 5–10 cm unterhalb des Zwerchfells gelegen, bleibt er konstant.